# Schalk van der Merwe
Pour les articles homonymes, voir Van der Merwe.
Schalk Willem van der Merwe (1922-1984) est un chirurgien et un homme politique sud-africain, membre du parti national, maire de Keimos (1957-1960 et 1963-1966), député de la circonscription de Gordonia (1966-1980). Il est notamment  ministre de la Santé (1972-1979), des Affaires métis (1972-1974), des Affaires sociales (1978-1979), de l'Environnement (1976-1978), du Commerce, de l'Industrie et de la Consommation (1979-1980) dans les gouvernements de John Vorster et Pieter Botha.

## Biographie
Schalk van der Merwe est né à Citrusdal dans la province du Cap le 18 septembre 1922. Après avoir effectué sa scolarité à Citrusdal puis à Paarl, il fait des études supérieures en médecine à l'Université du Cap (1946) et devient chirurgien. Après avoir d'abord exercé à l'hôpital Groote Schuur au Cap, il s'installe à Keimoes, une petite ville du nord de la province du Cap située à 50 km au sud-ouest de Upington. Il se marie en 1947e et a 5 enfants. 
En 1955, il est élu conseiller municipal de Keimoes puis devient maire de la ville en 1957. Après 2 mandats non consécutifs, il entre dans la vie politique nationale en 1966 en se faisant élire député de la circonscription de Gordonia comprenant Keimoes. 
En 1970, il entre au gouvernement sud-africain dirigé par John Vorster en tant que vice-ministre des Affaires sociales et des Pensions, des Affaires métis et de Rehoboth. De juillet 1970 à août 1972, il est membre du cabinet en tant que vice-ministre de l'Intérieur. 
Le 23 août 1972, il est nommé ministre de la Santé.  Le 26 janvier 1976, son portefeuille ministériel est modifié, incluant le plan, l'environnement et la statistique. 
Le 20 novembre 1978, dans le gouvernement de Pieter Botha, il est nommé ministre de la Santé, des Affaires sociales et des Pensions. Son portefeuille est une nouvelle fois élargie le 20 juin 1979 à l'industrie, au commerce et à la consommation avant d'être réduit le 11 août 1979.
Le 6 octobre 1980, il est nommé président de la commission des affaires économiques du Cabinet. 
Il décède le 24 juillet 1984 à Rundu lors de vacances familiales dans le Sud-Ouest africain.

## Sources
- SA Medical Journal, 1er septembre 1984, p. 350